# Bernard Allou
Bernard Allou (ur. 19 czerwca 1975 w Cocody) – piłkarz z Wybrzeża Kości Słoniowej. Od 2006 roku gra w White Star Woluwé FC.
Razem z Paris Saint-Germain zdobył w 1996 Puchar Zdobywców Pucharów.